# De Lindeboom
De Lindeboom is een gemeentelijk monument aan de Wakkerendijk in Eemnes in de provincie Utrecht. 
De Lindenboom werd in 1938 gebouwd op de plaats van een verbouwde langhuisboerderij en herberg met die naam uit de 17e eeuw. In dat pand was tot 1937 een café gevestigd. Na de sloop werd op die plaats de ambtswoning voor burgemeester Van Ogtrop gebouwd. Het huis is met een korte oprijlaan verbonden met de Wakkerendijk.
De woning is gebouwd in de stijl van de Amsterdamse school door architect P.C. van Uchelen en heeft verschillende nok- en dakhoogten. 
De oude lindeboom die voor het pand stond werd in 1949 vervangen door een jong exemplaar.